# Nakhon Noi
Nakhon Noi (ou Nakhon Noy) fut brièvement roi de Lan Xang (actuel Laos) de 1582 à 1583.

## Règne
Nakhon Noy était fils du roi Phraya Sen Sunritha (Saensurin). À la mort de son père, il fut mis sur le trône du Lan Xang par le nouveau roi de Birmanie, Nandabayin. Celui-ci venait lui-même de succéder à son père Bayinnaung, ce qui provoqua une révolte générale des princes thaïs et laos soumis et le renversement de Nakhon Noy.
Les Birmans ne contrôlent plus que partiellement le royaume de Lan Xang, qui est administré par des fonctionnaires birmans et demeure sans roi pendant 7 ans. Finalement, à la demande des dignitaires Lao, le neveu de Nakhon Noy Nokeo Koumone, héritier légitime de Setthathirath, est libéré après 16 années de captivité en Birmanie et porté sur le trône. 

## Source
- Michel Lorrillard, La Succession de Setthāthirāt : réappréciation d'une période de l'histoire du Lān Xāng, dans: Aséanie 4, 1999, p. 45-64.